# Họ Lâm tiên
Họ Lâm tiên (danh pháp khoa học: Winteraceae) là một họ thực vật hạt kín. Họ này trong các hệ thống phân loại khác nhau công nhận chứa 5 chi với 60-90 loài (APG) hay 9 chi với 120 loài, bao gồm các loại cây gỗ và cây bụi thường xanh.

## Phân loại
Hệ thống Cronquist năm 1981 xếp họ này trong bộ Magnoliales. Hệ thống APG năm 1998 không xếp trong bộ nào, nhưng từ hệ thống APG II năm 2003 cho tới nay xếp nó trong bộ Canellales.
Phân loại dưới đây lấy theo APG.
- Taktajanioideae Leroy, đồng nghĩa: Taktajaniaceae J.-F. Leroy
  - Takhtajania: 1 loài Takhtajania perrieri. Đặc hữu Madagascar.
- Winteroideae Arnott, 3-6 chi, 60-120 loài, sinh sống trong khu vực từ New Guinea tới New Zealand và New Caledonia, một ít loài tại Borneo và Philippines cùng Nam Mỹ, thường không thấy tại khu vực đồng bằng.
  - Drimys (bao gồm cả Wintera Murray): Lâm tiên
  - Pseudowintera (bao gồm cả Wintera G.Forst.): Giả lâm tiên
  - Tasmannia: Có thể nhập trong chi Drimys: Lâm tiên châu Úc
  - Zygogynum (có thể bao gồm cả Belliolum, Bubbia, Exospermum, Sarcodrimys, Tetrathalamus): Hợp nhị lâm tiên. Các nhóm Belliolum (mĩ lâm tiên), Bubbia (bố bỉ lâm tiên), Exospermum (tán tử lâm tiên), Tetrathalamus (tứ thất lâm tiên) có thể tách ra thành chi riêng[2].

## Phân bố
Họ Winteraceae chủ yếu là các loài cây sinh sống tại Nam bán cầu, gắn với quần thực vật Nam Cực, sinh sống tại khu vực miền núi nhiệt đới và ôn đới thuộc Malesia, Oceania, miền đông Australia, New Zealand, Madagascar và Tân nhiệt đới. Nhiều loài trong họ này có hương thơm, và vì thế được dùng để sản xuất tinh dầu.
Phần lớn các chi tập trung tại Australasia và Malesia. Chi Drimys sống tại vùng sinh thái Tân nhiệt đới, từ miền nam México tới các khu rừng cận cực tại miền nam Nam Mỹ. Chi Takhtajania chỉ bao gồm 1 loài duy nhất là Takhtajania perrieri, đặc hữu của đảo Madagascar. Họ này đã biến mất khỏi các mẫu hóa thạch tại châu Phi đại lục vào khoảng 24 triệu năm trước. Họ Winteraceae mang đặc trưng của quần thực vật Nam Cực, nghĩa là có nguồn gốc tại phần phía nam của siêu lục địa cổ đại Gondwana, và nói chung được tìm thấy trong các khu rừng ẩm ướt tại vùng ôn đới và cận nhiệt đới tại Nam bán cầu, cũng như tại các cao độ lớn tại khu vực nhiệt đới ẩm thấp.

## Sử dụng
Đông mộc (Drimys winteri), một loài cây gỗ thân mảnh, bản địa của các khu rừng cận cực Magellan và rừng mưa ôn đới Valdivia tại Chile và Argentina, được trồng như là một loại cây trồng trong vườn vì có vỏ cây đỏ tỏa hương thơm như gỗ gụ và đẹp, cũng như có lá màu xanh lục tươi, cùng các cụm hoa màu trắng kem có mùi giống như mùi hoa nhài. Loài Tasmannia lanceolata, còn gọi là tiêu Tasmania hay hồi giả, được trồng làm cây cảnh, và ngày càng được sử dụng nhiều làm một loại đồ gia vị.